# The Boulet Brothers' Dragula
The Boulet Brothers' Dragula: Search for the World's Next Drag Supermonster é um reality show apresentado pelas drag monsters The Boulet Brothers. A primeira temporada do show estreou no Halloween, 31 de Outubro de 2016. A segunda temporada também estreou no Halloween, 31 de Outubro de 2017, O show foi renovado para uma nova temporada em 4 de dezembro de 2017. A terceira temporada estreou em 27 de Agosto de 2019.

## Antecedentes
The Boulet Brothers, conhecidos individualmente como Dracmorda e Swanthula Boulet, estavam dirigindo um clube mensal em Los Angeles, conhecido como Dragula.

## Resumo
| Temporada | Temporada | Episódios | Vencedor       | Exibição original     | Exibição original      |
| Temporada | Temporada | Episódios | Vencedor       | Estreia de temporada  | Final de temporada     |
| --------- | --------- | --------- | -------------- | --------------------- | ---------------------- |
|           | 1         | 8         | Vander Von Odd | 31 de Outubro de 2016 | 16 de Janeiro de 2017  |
|           | 2         | 10        | Biqtch Puddin' | 31 de Outubro de 2017 | 16 de Janeiro de 2018  |
|           | 3         | 10        | Landon Cider   | 27 de Agosto de 2019  | 29 de Outubro de 2019  |
|           | 4         | 10        | Dahli          | 19 de Outubro de 2021 | 21 de Dezembro de 2021 |
|           | 5         | 10        | Niohuru X      | 31 de Outubro de 2023 | 16 de Janeiro de 2024  |
|           | 6         | 10        | Asia Consent   | 1 de Outubro de 2024  | 3 de Dezembro de 2024  |

## Spin-offs

### The Boulet Brothers' Dragula: Resurrection
O spin-off Resurrection foi especial de duas horas de duração com sete ex-participantes das temporadas 1-3 competindo pelo prêmio de US$ 20.000 e por uma vaga para competir novamente, na quarta temporada do reality, tendo características de um documentário, filme de terror e competição. O spin-off foi lançado em 20 de Outubro de 2020, através do Shudder.
Resurrection consistiu na realização de três floor shows, com temas derivados das três temporadas anteriores: Bruxa (T1, E1), Fantasma (T2, E2) e Vampiro (T3, E2).
Saint, participante da 3ª temporada, foi a vencedora do Resurrection, levando o prêmio de US$ 20.000 e retornando na 4ª temporada. Dahli foi exterminada mas, em uma cena pós crédito, voltou à vida, também retornando para a 4ª temporada.
| Nome               | Idade | Origem          | Temporada | Posição original | Resultado   |
| ------------------ | ----- | --------------- | --------- | ---------------- | ----------- |
| Saint              | 25    | Acworth, GA     | 3         | 10º Lugar        | Vencedora   |
| Dahli              | 29    | Phoenix, AZ     | 2         | 7º Lugar         | Exterminada |
| Frankie Doom       | 35    | Los Angeles, CA | 1         | Finalista        | Exterminada |
| Kendra Onixxx      | 35    | Riverside, CA   | 2         | 8º Lugar         | Exterminada |
| Loris              | NA    | Los Angeles, CA | 1         | 5º/6º Lugar      | Exterminada |
| Priscilla Chambers | 23    | Asheville, NC   | 3         | Finalista        | Exterminada |
| Victoria Black     | 25    | Orlando, FL     | 2         | Finalista        | Exterminada |

     O participante venceu The Boulet Brothers' Dragula: Resurrection.
     O participante foi exterminada, mas, em uma cena pós crédito, voltou a vida.
     O participante foi exterminada.

## Participantes internacionais
Dragula, mesmo sendo um reality show produzido nos Estados Unidos, conta com participantes de fora dos EUA ao longo de sua exibição.
(A tabela mostra os participantes que são naturais de outros países mas vivem nos EUA, como também os participantes que vivem fora dos EUA)
| Participante    | Temporada    | Origem              | Local           |
| --------------- | ------------ | ------------------- | --------------- |
| Loris           | 1            | Winterthour         | North Hollywood |
| Loris           | Resurrection | Winterthour         | North Hollywood |
| Yovska          | 3            | Ecatepec de Morelos | Toronto         |
| Yovska          | Titans 1     | Ecatepec de Morelos | Toronto         |
| HoSo Terra Toma | 4            | Seul                | Mesmo de origem |
| HoSo Terra Toma | Titans 1     | Seul                | Mesmo de origem |
| Anna Phylactic  | 5            | -                   | Manchester      |
| Orkgotik        | 5            | Cúcuta              | Buenos Aires    |
| Niohuru X       | 5            | Tianjin             | Los Angeles     |
| Yuri            | 6            | Auckland            | Mesmo de origem |